# Lucie Boujenah
Pour les articles homonymes, voir Boujenah.
Lucie Boujenah, née le 31 juillet 1987 à Paris 8e, est une actrice française.
Elle est notamment connue pour ses rôles dans les séries Soda et Marianne.

## Biographie

### Famille et études
Lucie Boujenah naît le 31 juillet 1987 à Paris. Son père, Jean-Louis, est médecin, sa mère est monteuse de films. Elle a un frère, Matthieu, lui aussi acteur, et une sœur, Jeanne, scénographe. Elle est la nièce de Paul et Michel Boujenah.
Après des études de linguistique, elle entre au Conservatoire national supérieur d'art dramatique de Paris en 2012 (promotion 2015).

### Carrière
Elle commence sa carrière à la télévision en 2008 avec un épisode de PJ. Elle se fait connaître en 2011 en incarnant Jenna dans la série Soda.
Elle fait ses premiers pas au cinéma en 2013 avec un petit rôle dans 20 ans d'écart de David Moreau. On la retrouve dans 24 Jours : La Vérité sur l'affaire Ilan Halimi d'Alexandre Arcady. En 2016, elle joue dans Five d'Igor Gotesman et lors d'un épisode des séries Alice Nevers et Cassandre. Deux ans plus tard, elle trouve un petit rôle dans Les Chatouilles d'Andréa Bescond et Éric Métayer.
En 2019, elle tourne dans Edmond d'Alexis Michalik et joue le rôle de Camille dans la série Marianne, diffusée sur Netflix.

### Vie privée
Elle est en couple avec l'acteur Thomas Solivérès depuis 2020,.

## Filmographie

### Cinéma

#### Longs métrages
- 2013 : 20 ans d'écart de David Moreau : Anissa
- 2014 : 24 Jours : La Vérité sur l'affaire Ilan Halimi d'Alexandre Arcady : Julie
- 2016 : Five d'Igor Gotesman : Maïa
- 2016 : Véra de Caroline Chomienne : Marie
- 2018 : Les Chatouilles d'Andréa Bescond et Éric Métayer : Clémentine
- 2019 : Edmond d'Alexis Michalik : Jehanne d'Alcy (Roxane)

#### Courts métrages
- 2007 : Babylone de Simon Saulnier : Abelia
- 2009 : Haiku de Morgan S. Dalibert et Mathieu Lalande
- 2010 : Petites Révoltes du milieu de François Brunet : la jeune femme du square
- 2010 : Brune Renault de Neïl Beloufa
- 2017 : Qui ne dit mot de Stéphane De Groodt : Aculina Preskoff
- 2018 : Les Gens qui roulent la nuit d'Iris Chassaigne : Leïla

### Télévision
- 2008 : PJ : Mélodie
- 2010 : RIS police scientifique : Valérie
- 2011 - 2013 : Soda : Jenna Malaurie
- 2012 : Section de recherches : Nina
- 2014 : Deux flics sur les docks : Laurie Swaty
- 2016 : Alice Nevers : Le juge est une femme : Pauline Dubosc (Saison 14 - Épisode 3 : Mauvais genre)
- 2016 : Cassandre : Victoire Lehman
- 2017 : Nina : Sophie
- 2019 : Marianne : Camille

### Doublage
Film
- 2018 : Marie Madeleine : Marie Madeleine (Rooney Mara)

Film d'animation
- 2025 : Une nuit au zoo : Gracie